# Dick Willems

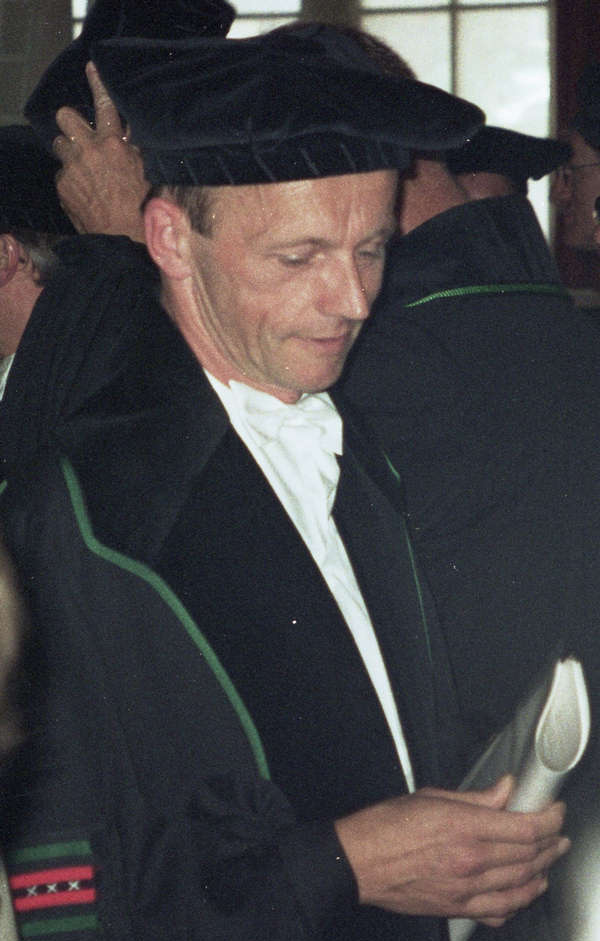
Professor Willems bij zijn inaugurele rede

Dick L. Willems (1954) is een Nederlandse arts en wijsgeer. Sinds 1 januari 2003 hoogleraar medische ethiek aan de Universiteit van Amsterdam.
Willems studeerde in 1981 af in de geneeskunde aan de Rijksuniversiteit Groningen (RUG) en haalde een jaar later een diploma in de geschiedenis en filosofie van de geneeskunde aan de Sorbonne.
Tussen 1984 en 1998 beoefende hij ook het vak van huisarts. In 1986 studeerde hij af in wijsbegeerte aan de RUG. Hij promoveerde in 1995 aan de Universiteit Maastricht.
Sinds 2001 was  hij universitair hoofddocent Huisartsengeneeskunde bij het AMC-UvA.
Op 26 juni 2003 ving Willems zijn ambt als hoogleraar aan met een inaugurele rede getiteld Een wereld van verschil: pluralisme in de medische ethiek.

## Publicaties
- Willems DL,Tools of Care? Explorations into the Semiotics of Medical Technology. Proefschrift, Maastricht 1995.
- Willems DL, Hak A, Visser F, Van der Wal G. Thoughts of patients with advanced heart failure on dying. Palliat Med. 2004 Sep;18(6):564-72.
- Francke AL, Willems DL. Terminal patients' awareness of impending death: the impact upon requesting adequate care. Cancer Nurs. 2005 May-Jun;28(3):241-7.
- Willems DL, Hak A, Visser FC, Cornel J, van der Wal G. Patient work in end-stage heart failure: a prospective longitudinal multiple case study. Palliat Med. 2006 Jan;20(1):25-33.
- Westra AE, Smit BJ, Willems DL. Withholding treatment in terminally-ill newborns with Islamic parents. Ned Tijdschr Geneeskd. 2007 Feb 24;151(8):449-52.
- Palmboom GG, Willems DL, Janssen NB, de Haes JC. Doctor's views on disclosing or withholding information on low risks of complication. J Med Ethics. 2007 Feb;33(2):67-70.
- Willems DL, de Vries JN, Isarin J, Reinders JS. Parenting by persons with intellectual disability: an explorative study in the Netherlands. J Intellect Disabil Res. 2007 Jul;51(Pt 7):537-44.